# Neanotis oxyphylla
Neanotis oxyphylla är en måreväxtart som först beskrevs av Nathaniel Wallich och George Don jr, och fick sitt nu gällande namn av Walter Hepworth Lewis. Neanotis oxyphylla ingår i släktet Neanotis och familjen måreväxter. Inga underarter finns listade i Catalogue of Life.